# Jerzy Dydyński
Jerzy Dydyński, (Dedyński) z Dydni herbu Gozdawa, (zm. ok. 4 lipca 1610, Cariowo Zajmiszcze) – stolnik sanocki, a potem kasztelan sanocki, ok. (1605 – 1609).
Przeniósł się na Pokucie do dóbr Borszczów. Ożenił się z Elżbietą Wysocką. Miał z nią syna, którego też nazwał Jerzym Dydyńskim. Z biegiem lat, syn został podczaszym halickim, potem sędzia ziemskim podolskim, podkomorzym podolskim i pod koniec życia został posłem, sędzią trybunału radomskiego. Jednak odmówił przyjęcia kasztelani w 1626 r.
Jerzy Dydyński (ojciec), najprawdopodobniej w lipcu 1610 roku, walcząc po bitwie pod Kłuszynem u boku hetmana Stanisława Żółkiewskiego, zginął od kuli armatniej wraz z Marcinem Weiherem, w m. Cariowo Zajmiszcze.